# Amor dividido
Amor Dividido, Entre Dos Mundos, ou simplesmente Amor dividido, é uma telenovela mexicana produzida por Angelli Nesma Medina para TelevisaUnivision e está sendo exibida pelo Las Estrellas desde 17 de janeiro a 12 de junho de 2022, substituindo S.O.S me estoy enamorando e senda substituida por Esta historia me suena Vol. 5. É uma adaptação da telenovela colombiana Allá te espero produzida em 2013.
É protagonizada por Eva Cedeño, Gabriel Soto e Andrés Palacios e antagonizada por Arturo Peniche, Irina Baeva, Eugenia Cauduro, Jessica Mas, Ramiro Fumazoni, Lisardo, Marco Méndez, Julio Mannino e Fabián Robles e atuações estelares de Pedro Moreno, Elsa Ortiz, Laura Vignatti e Alfredo Gatica e participaçãoes dos primeiros atores José Elías Moreno, Gabriela Rivero e Pedro Sicard.

## Enredo
Abril (Eva Cedeño) e Max (Gabriel Soto) são duas pessoas que não têm nada em comum. Para Abril, a família é prioridade, enquanto para Max, ter sucesso no mundo corporativo é o mais importante. Ela adora viver em sua cidade natal e trabalhar no campo. Ele, apesar de ser meio mexicano, esqueceu completamente suas raízes e está feliz vivendo em um país de primeiro mundo. Por diferentes motivos, ambos são obrigados a morar na Cidade do México e suas vidas começam a mudar radicalmente até que se unem em meio à solidão e decepção causada pelo abandono de seus parceiros. Debra (Irina Baeva), esposa de Max, decide esconder uma gravidez e recorrer ao aborto sem consultar o marido, que sempre teve um forte desejo de ser pai. Isso fratura o casamento e, com a relutância de Debra em se adaptar ao país que seus pais emigraram anos atrás, leva ao divórcio. Bruno (Andrés Palacios), marido de Abril, a deixa porque seu sonho é morar nos Estados Unidos, ganhando dólares para seguir em frente, a exemplo de sua cunhada Julia (Elsa Ortiz), que há um ano decidiu cruzar a fronteira pelos mesmos motivos, deixando seus dois filhos, Lucero e Pancho, a cargo de Abril, sua irmã, e principalmente Cielo (Eugenia Cauduro), sua mãe.
Max chega ao México para ser o CEO de uma empresa de roupas e Abril recebe a oportunidade de ser sua assistente pessoal, com uma condição: ela deve ser solteira e sem filhos para estar disponível o tempo todo. Por causa de sua necessidade financeira, Abril comete o erro de esconder o fato de ter um filho, Hugo. Em San Antonio, Bruno se vê vivendo um pesadelo como imigrante ilegal. Assim que tem a oportunidade, Bruno se torna o braço direito de Minerva (Jessica Mas), uma mulher perigosa que comanda uma quadrilha de contrabando de imigrantes. O negócio deixa Bruno com muito dinheiro e para alcançar erroneamente o que sonhava: ter tudo. Depois de um tempo, Bruno convence Abril a viajar com o filho e começar uma nova vida nos Estados Unidos. Por razões de custo, eles viajam em voos separados. Hugo chega a Santo Antonio, enquanto Abril é deportado por causa de Minerva, que providenciou para que as autoridades descobrissem que Abril ficaria ilegalmente, pois não permitiria que ela arruinasse seus planos de ficar com Bruno. Sem esperança de voltar aos Estados Unidos, Abril pede a Bruno que volte ao México com Hugo, mas ele não está mais disposto a ter a vida humilde e simples que tinha antes.
Abril promete a si mesma fazer tudo o que puder para ter seu filho de volta. Quando Max confessa que a ama e a pede em casamento, Abril aceita porque também se apaixonou por ele. O que mais motiva Abril a aceitar o casamento é recuperar o filho, já que ao se casar com um americano ela poderia entrar nos Estados Unidos para resgatar o filho, que está triste por causa dos abusos de Minerva, amante de Bruno. Abril e Max se casam, mas sua felicidade corre perigo, pois ter casado escondendo de Max que tem um filho pode provocar o desprezo do novo marido, a impossibilidade de recuperar o filho e perder tudo.

## Elenco
- Eva Cedeño - Abril Moreno Sánchez de García
- Gabriel Soto - Maximiliano "Max" Stewart Doar
- Arturo Peniche - Alejo Núñez Spindola / Jorge Gallardo Zamudio
- Irina Baeva - Debra Puig Alatriste de Stewart
- Andrés Palacios - Bruno García Solís
- José Elías Moreno - Domingo Moreno
- Gabriela Rivero - Rosaura Sánchez Robles
- Eugenia Cauduro - Cielo Sánchez Robles de Moreno
- Pedro Moreno - Amaury Ramírez Nieto
- Elsa Ortiz - Julia Moreno Sánchez
- Jessica Mas - Minerva Ortiz
- Ramiro Fumazoni - Fabricio Zepeda
- Lisardo - Lorenzo Iñíguez
- Marco Méndez - Valente Tovar
- Pedro Sicard - Philippe Charpentier
- Julio Mannino - Benicio Quintana
- Lambda García - Danilo Medina Sánchez
- Federico Ayos - Gabriel Núñez
- Laura Vignatti - Joana Foglia
- Alfredo Gatica - José Licona
- Pablo Valentín - Antonio Picasso
- Fabián Robles - Kevin Hernández
- Fernando Robles - Miguel Fuentes
- Roberto Tello - Mike Roa
- Patricio de la Garza - Francisco "Pancho" Tovar Moreno
- Iker García - Hugo García Moreno
- Paulina Menéndez - Lucero Tovar Moreno
- Sergio Madrigal - Renán de la Riva
- Iván Ochoa - Pipe
- Jorge Gallegos - Osmar Gómez
- Ricardo Franco - Ramiro Salcedo
- Ligia Escalante - Sonia Escobar
- María del Mar Bonnelly - Xiomara Sosa
- Abril Schreiber - Mariana
- Luis Xavier - Silvio
- Francisco Avendaño - Ismael Puig
- Mara Cuevas - Enedina Alatriste de Puig
- Ricardo Vera - Pedro Zepeda
- Jorge Ortín - Sinesio Ramos
- Alejandro Peniche - Jerónimo
- Carlo Guerra - Jorge Gallardo
- Fermín Zúñiga - Fermín Zamora
- Andrea Guerrero - Esther
- Jessy Santacreu - Fabiola
- Rocio Leal - Norma Quiñonez
- Haydeé Navarra - Sofía
- Camille Minal
- Leonardo Álvarez
- Luis Loria
- Jonathan Ruiz

## Audiência
| Horário             | # Eps. | Estreia               | Estreia           | Final               | Final           | Posição | Temporada | Classificação geral |
| Horário             | # Eps. | Data                  | Primeiro capítulo | Data                | Último capítulo | Posição | Temporada | Classificação geral |
| ------------------- | ------ | --------------------- | ----------------- | ------------------- | --------------- | ------- | --------- | ------------------- |
| Segunda—Sexta 18h30 | 104    | 17 de janeiro de 2022 | 3.1               | 12 de junho de 2022 | 2.5             | 1°      | 2022      | 2.47                |

Em seu primeiro capítulo a trama estreou com 3.1 milhões de espectadores, sendo a atração mais vista no horário. No capitulo seguinte bateu um recorde com 3.2 milhões de telespectadores. No quarto capitulo exibido no dia 20 de janeiro bateu um novo recorde alcançando 3.3 milhões  de telespectadores. Voltou a repetir um novo capítulo exibido em 9 de fevereiro, quando foi visita por 3.3 milhões de espectadores. Em seu último capítulo, exibido em um domingo, foi vista por 2.5 milhões de espectadores. Finalizou com 2.47 milhões de espectadores, sua antecessora havia finalizado com com 2.61 milhões de espectadores.

## Produção
A novela foi apresentada e anunciada no dia 15 de outubro de 2020 durante o "Up-front" da Televisa para a temporada 2020-21, sob o esquema "Up-Front: Vision21, realidade sem limites", sob o título provisório "Allá te Espero”. As filmagens da novela no local começaram em 4 de outubro de 2021 em Zacatlán, Puebla; Aproximadamente 102 episódios confirmados para sua produção. O claquete oficial da produção aconteceu em uma locação na Cidade do México em 1º de novembro de 2021, levando-se em consideração todo o elenco reunido; já as filmagens do fórum começaram no dia 4 de novembro do mesmo ano, juntamente com missa oficial no fórum 11 da Televisa San Ángel. Dias depois, no dia 8 de novembro foi confirmado que o título oficial da novela é renomeado «Amor dividido».